# Saint-Sauveur (Hautes-Alpes)
Saint-Sauveur település Franciaországban, Hautes-Alpes megyében. Lakosainak száma 493 fő (2022. január 1.). Saint-Sauveur Baratier, Crévoux, Embrun, Les Orres és Saint-André-d’Embrun községekkel határos.

## Népesség
A település népessége az elmúlt években az alábbi módon változott:
| Lakosok száma | 202  | 270  | 298  | 431  | 429  | 454  | 499  | 516  | 517  | 493  |
|               | 1968 | 1982 | 1990 | 2006 | 2013 | 2015 | 2017 | 2019 | 2020 | 2022 |